# Esperimento BaBar
L'esperimento BaBar è una collaborazione internazionale nel campo della fisica delle particelle elementari, comprende oltre 550 fisici e ingegneri che studiano gli effetti della violazione CP utilizzando il rilevatore di particelle BaBar presso la B-factory PEP II a SLAC (California).
Se la simmetria CP fosse esatta, il tasso di decadimento dei mesoni B e delle sue anti-particelle dovrebbe essere identico. L'analisi dei risultati ha evidenziato che ciò non si avvera (estate del 2002); i risultati definitivi pubblicati si basano sull'analisi di 87 milioni di eventi B/B-Bar di coppie di mesoni che dimostrano chiaramente che i tassi di decadimento non sono uguali. Risultati consistenti sono stati ottenuti nell'esperimento Belle eseguito presso il laboratorio KEK in Giappone.
La violazione CP era già stata predetta dal Modello Standard ma il rilevatore BaBar ha aumentato l'accuratezza con cui questo effetto è stato sperimentalmente misurato. I risultati attuali sono in accordo con il Modello Standard ma ulteriori esperimenti su una notevole mole di tipi di decadimento potrebbero rivelare in futuro delle discrepanze.
Il rilevatore BaBar è un rilevatore di particelle multi-strato. La sua estesa copertura angolare, l'individuazione del vertice con precisione nell'ordine dei dieci micron (garantita dal rilevatore di vertici in silicio), una buona separazione pione-kaone ai momenti multi-GeV (grazie al nuovo rilevatore Čerenkov) ed una buona precisione della calorimetria elettromagnetica (CsI(Tl) scintillating crystals) consente un buon numero di altre ricerche scientifiche oltre alla violazione CP nel sistema dei mesoni B. Con questa apparecchiatura sono possibili studi su decadimenti rari, ricerche su particelle esotiche e misure precise dei mesoni bottom e charm e dei leptoni tau.
Tra le scoperte dell'esperimento BaBar vi sono l'evidenza della violazione di CP nei decadimenti dei mesoni B e la scoperta di nuove particelle costituite da quark charm, tra cui la Ds(2317), scoperta dal fisico italiano Antimo Palano.